# Qwareli

Öffentliches Gebäude Qwareli

Quareli oder Kvareli (georgisch ყვარელი) ist eine Stadt in der georgischen Region Kachetien.
Kvareli liegt 449 m über dem Meeresspiegel in einer fruchtbaren Ebene. Die Stadt hat 7739 Einwohner (2014) und ist Verwaltungszentrum für die Munizipalität Kvareli. Die wichtigsten Einkommensquellen der Region und auch der Stadt sind landwirtschaftliche Produkte, vor allem Weinbau und Obstbau, aber auch Rinderzucht sowie Fremdenverkehr. Im Ort befinden sich Weinbaubetriebe, die Wein, Branntwein und Tresterbrand (Tschatscha) produzieren. Einer der bekanntesten Betriebe ist Kindzmarauli, dort werden Führungen durch die Produktionsanlagen und Weinproben angeboten.
Nahe dem Ort befindet sich das Kloster Nekresi auf einem Bergrücken.

## Bevölkerung
Die Bevölkerung von Qwareli nahm in den letzten Jahren entsprechend dem gesamtgeorgischen Trend stetig ab.
| Jahr | Einwohner |
| ---- | --------- |
| 1939 | 7.828     |
| 1959 | 9.166     |
| 1970 | 9.528     |
| 1979 | 10.600    |
| 1989 | 11.171    |
| 2002 | 9.045     |
| 2014 | 7.739     |

Anmerkung: Volkszählungsdaten

## Persönlichkeiten von Qwareli
- Ilia Tschawtschawadse (1837–1907), Schriftsteller und Politiker
- Gennari Karganow (1858–1890), Komponist
- Konstantine Marjanishvili (1872–1933), Theaterdirektor, dem im Ort ein Museum gewidmet ist.
- Valerian Sidamon-Eristavi (1889–1943), Künstler
- Surabi Iakobischwili (* 1992), Ringer